# Silibinina
Silibinina é o principal componente ativo da silimarina, que é extraida da planta medicinal Silybum marianum. 
É utilizado no tratamento e prevenção de doenças do fígado através de sua ação anti-hepatotóxica.